# Gouvernement al-Hudaida
Al-Hudaida (arabisch الحديدة, DMG al-Ḥudaida) ist eines der 22 Gouvernements des Jemen.

## Geografie
Al-Hudaida liegt im Westen des Landes an der Küste des Roten Meeres. Die Hanisch-Inseln im Roten Meer gehören zum Gouvernement. Sie sind die südlichste Landmasse des Gouvernements.
Al-Hudaida hat eine Fläche von 17.509 km² und ca. 3.098.000 Einwohner (Stand: 2017). Das ergibt eine Bevölkerungsdichte von 177 Einwohnern pro km².

## Verwaltungsgliederung
Das Gouvernement al-Hudaida gliedert sich in 26 Distrikte.